# Irena Wasiak
Irena Antonina Wasiak (ur. 1954 w Łodzi) – naukowiec pracująca w dyscyplinie elektrotechniki i specjalizująca się w zagadnieniach elektroenergetyki.
Obszar działalności naukowej dr hab. Ireny Wasiak obejmuje zagadnienia jakości zasilania, generacji rozproszonej oraz  modelowania i symulacji pracy sieci elektroenergetycznych. Była kierownikiem grupy polskiej międzynarodowych konsorcjów realizujących trzy projekty UE w ramach V, VI i VII Programu Ramowego:
- Dispower (Distributed Generation with High Penetration of Renewable Energy Sources, 2001-2005),
- DERlab (Network of DER Laboratories and Pre-Standarisation, 2005-2012),
- DERri (Distributed Energy Resources Research Infrastructure, 2009-2013),

W roku 2014 kieruje realizacją kolejnego projektu UE – COTEVOS (Concepts, Capacities and Methods for Testing EV systems and their interOperability within the Smart grids). Jednym z efektów realizacji wymienionych projektów było powstanie w Instytucie Elektroenergetyki unikalnego w skali kraju Laboratorium Generacji Rozproszonej, stanowiącego rzeczywisty mikrosystem energetyczny integrujący sterowalne i niesterowalne źródła, zasobniki energii oraz odbiory.
W roku 2005 uzyskała międzynarodowy certyfikat specjalisty z dziedziny jakości energii elektrycznej (Leonardo Power Quality Initiative). Współprzewodniczy cyklicznej międzynarodowej konferencji Electrical Power Quality and Utilisation (od 2007), jest zastępcą Redaktora Naczelnego czasopisma  Electrical Power Quality and Utilisation – Journal (od 2006), członkiem komitetów naukowych konferencji krajowych i zagranicznych. Jest członkiem IET (The Institution of Engineering and Technology) (od 2006), członkiem stowarzyszonym Komitetu Elektrotechniki PAN oraz członkiem komitetu naukowo-technicznego SEP ds. Jakości energii elektrycznej.
Dr hab. inż. Irena Wasiak pracuje w Instytucie Elektroenergetyki PŁ od 1978 roku, od roku 2009 jest profesorem Politechniki Łódzkiej. W latach 2002–2008 pełniła funkcję prodziekana Wydziału Elektrotechniki, Elektroniki, Informatyki i Automatyki PŁ. Od 2014 roku jest dyrektorem Instytutu Elektroenergetyki i kierownikiem Zakładu Sieci Elektroenergetycznych w tym instytucie.
Odznaczona Srebrnym (2003) i Złotym (2022) Krzyżem Zasługi.